# パーネリ・VPJ4
パーネリ・VPJ4 (Parnelli VPJ4) は、ヴェルズ・パーネリ・ジョーンズ・レーシングが1974年から1976年にかけてF1世界選手権に投入したフォーミュラ1カー。モーリス・フィリップが設計した。

## 開発
ヴェルズ・パーネリ・ジョーンズ・レーシングは、1969年に元USACレーサーのパーネリ・ジョーンズと、そのビジネスパートナーであるヴェルコ・ミレティッチが設立した。パーネリは当初はUSACレーシングに専念していたが、1970年代初めに元チーム・ロータスのデザイナーモーリス・フィリップとマリオ・アンドレッティをUSACレーシングのために獲得し、1974年にはタイヤメーカーファイアストンの資金援助でF1への参戦を決定した。 しかしながら、1974年の終わりにファイアストンはレース活動からの撤退を決定し、パーネリは大きなパートナーを失った。パーネリ・VPJ4はフィリップが設計したロータス・72に酷似していた。

## レース戦歴

### 1974
VPJ4はアンドレッティと共に1974年カナダグランプリでデビューし、7位でフィニッシュした。アメリカグランプリではパレードラップでイグニッションの不良を起こし、クルーが問題を解決した後25分遅れでスタートした。結局アンドレッティは予選のグリッドからスタートすることになったが、スターターのテックス・ホプキンスがグリーンフラッグを振り下ろしたとき、マシンは動かなかったため他の車はアンドレッティ車を避けていかなければならなかった。最終的にパーネリのメカニックが2周遅れで押しがけでスタートさせたが、アンドレッティはスタートの際に外部からの支援を受けたと言うことで黒旗失格となった。
パーネリチームはその年ポイントを獲得しなかった。

### 1975
1975年開幕戦のアルゼンチンGPでアンドレッティはトランスミッションのトラブルでリタイアした。ファイアストンがレース活動から撤退したため、チームはブラジルグランプリ前にタイヤをグッドイヤーに変更したが、レースは7位に終わった。第3戦の南アフリカグランプリでアンドレッティは残り8周というところでトランスミッションのトラブルで車を止めたが、17位で完走扱いとなった。スペイングランプリでアンドレッティはスタート時にマーチのヴィットリオ・ブランビラと接触、そのままニキ・ラウダのフェラーリの後部に衝突し、ラウダはチームメイトのクレイ・レガツォーニに接触した。ラウダはリタイアとなったが、レガツォーニはピットインした。最初のコーナーの混乱が解決した後、ヘスケスのジェームズ・ハントが先頭に立った。アンドレッティは2位を走行していた。ハントが6周目にリタイアし、アンドレッティが先頭に立ったが、その後サスペンションのトラブルでリタイアとなった。第5戦モナコグランプリではアンドレッティはピットインした際にオイル漏れのため火災が生じ、リタイアとなった。チームとアンドレッティはインディ500に出場したため続くベルギーグランプリを欠場した。第7戦のスウェーデングランプリでは4位に入る。チームは再びアメリカでのレースを優先し、オランダグランプリを欠場した。第9戦のフランスグランプリでは5位に入る。イギリスグランプリでは12位、ドイツグランプリでは10位となった。その後は3戦連続でリタイアとなる。オーストリアグランプリではスピン、イタリアグランプリではクラッシュ、アメリカグランプリではサスペンショントラブルであった。
チームはこの年5ポイントを獲得し、コンストラクターズランキング10位となった。

### 1976
パーネリチームは開幕戦ブラジルグランプリを欠場したが、第2戦の南アフリカグランプリにはVPJ4Bを投入し、アンドレッティは6位に入った。アメリカ西グランプリの前にアンドレッティはジャーナリストのクリス・エコノマキからチームがF1から撤退することを知らされる。アンドレッティはスタートグリッドには着いたものの、冷却水漏れのトラブルのためリタイアとなった。チームの撤退を知らされなかったアンドレッティとオーナーのジョーンズの間には悪感情が生じ、アンドレッティはロータスに戻った。
パーネリチームは1ポイントを獲得し、コンストラクターズランキングは13位となった。

## F1における全成績
(key) （斜体はファステストラップ）
| 年     | チーム                                     | シャシー | エンジン                      | タイヤ | ドライバー     | 1   | 2   | 3   | 4   | 5   | 6   | 7   | 8   | 9   | 10  | 11  | 12  | 13  | 14  | 15  | 16  | ポイント | 順位 |
| ------ | ------------------------------------------ | -------- | ----------------------------- | ------ | -------------- | --- | --- | --- | --- | --- | --- | --- | --- | --- | --- | --- | --- | --- | --- | --- | --- | -------- | ---- |
| 1974年 | ヴェルズ・パーネリ・ジョーンズ・レーシング | VPJ4     | フォード コスワースDFV 3.0 V8 | F      |                | ARG | BRA | RSA | ESP | BEL | MON | SWE | NED | FRA | GBR | GER | AUT | ITA | CAN | USA |     | 0        | -    |
| 1974年 | ヴェルズ・パーネリ・ジョーンズ・レーシング | VPJ4     | フォード コスワースDFV 3.0 V8 | F      | アンドレッティ |     |     |     |     |     |     |     |     |     |     |     |     |     | 7   | DSQ |     | 0        | -    |
| 1975年 | ヴェルズ・パーネリ・ジョーンズ・レーシング | VPJ4     | フォード コスワースDFV 3.0 V8 | F G    |                | ARG | BRA | RSA | ESP | MON | BEL | SWE | NED | FRA | GBR | GER | AUT | ITA | USA |     |     | 5        | 10位 |
| 1975年 | ヴェルズ・パーネリ・ジョーンズ・レーシング | VPJ4     | フォード コスワースDFV 3.0 V8 | F G    | アンドレッティ | Ret | 7   | 17  | Ret | Ret |     | 4   |     | 5   | 12  | 10  | Ret | Ret | Ret |     |     | 5        | 10位 |
| 1976年 | ヴェルズ・パーネリ・ジョーンズ・レーシング | VPJ4B    | フォード コスワースDFV 3.0 V8 | G      |                | BRA | RSA | USW | ESP | BEL | MON | SWE | FRA | GBR | GER | AUT | NED | ITA | CAN | USA | JPN | 1        | 13位 |
| 1976年 | ヴェルズ・パーネリ・ジョーンズ・レーシング | VPJ4B    | フォード コスワースDFV 3.0 V8 | G      | アンドレッティ |     | 6   | Ret |     |     |     |     |     |     |     |     |     |     |     |     |     | 1        | 13位 |

## ノンタイトル戦における全成績
(key) （太字はポールポジション、斜体はファステストラップ）
| 年     | チーム                                     | エンジン                      | ドライバー             | タイヤ | 1   | 2   | 3   |
| ------ | ------------------------------------------ | ----------------------------- | ---------------------- | ------ | --- | --- | --- |
| 1975年 | ヴェルズ・パーネリ・ジョーンズ・レーシング | フォード コスワースDFV 3.0 V8 |                        | G      | ROC | INT | SUI |
| 1975年 | ヴェルズ・パーネリ・ジョーンズ・レーシング | フォード コスワースDFV 3.0 V8 | マリオ・アンドレッティ | G      |     | 3   |     |

## 参照
1. ↑  “Parnelli VPJ4”. f1technical.net. 2016年6月1日閲覧。
2. ↑  “Parnelli VPJ4B”. f1technical.net. 2016年6月1日閲覧。
3. ↑  “Grand Prix results, Canadian GP 1974”.   grandprix.com. 2016年6月1日閲覧。
4. ↑  “Grand Prix results, United States GP 1974”.   grandprix.com. 2016年6月1日閲覧。
5. ↑  “Grand Prix results, Argentine GP 1975”.   grandprix.com. 2016年6月1日閲覧。
6. ↑  “Grand Prix results, Brazilian GP 1975”.   grandprix.com. 2016年6月1日閲覧。
7. ↑  “Grand Prix results, South African GP 1975”.   grandprix.com. 2016年6月1日閲覧。
8. ↑  “Grand Prix results, Spanish GP 1975”.   grandprix.com. 2016年6月1日閲覧。
9. ↑  “Grand Prix results, Monaco GP 1975”.   grandprix.com. 2016年6月1日閲覧。
10. ↑  “Grand Prix results, Swedish GP 1975”.   grandprix.com. 2016年6月1日閲覧。
11. ↑  “Grand Prix results, French GP 1975”.   grandprix.com. 2016年6月1日閲覧。
12. ↑  “Grand Prix results, British GP 1975”.   grandprix.com. 2016年6月1日閲覧。
13. ↑  “Grand Prix results, German GP 1975”.   grandprix.com. 2016年6月1日閲覧。
14. ↑  “Grand Prix results, Austrian GP 1975”.   grandprix.com. 2016年6月1日閲覧。
15. ↑  “Grand Prix results, Italian GP 1975”.   grandprix.com. 2016年6月1日閲覧。
16. ↑  “Grand Prix results, United States GP 1975”.   grandprix.com. 2016年6月1日閲覧。
17. ↑  “Grand Prix results, South African GP 1976”.   grandprix.com. 2016年6月1日閲覧。
18. ↑  “Grand Prix results, United States GP West 1976”.   grandprix.com. 2016年6月1日閲覧。